# 2-es busz (Mezőkövesd)
A mezőkövesdi 2-es (régebben 5-ös) jelzésű autóbusz egy helyi járat, ami a Dózsa György utca és a Zsóry gyógyfürdő közlekedik. A viszonylatot a Volánbusz Zrt. üzemelteti.

## Története
A busz egyfajta gerincjárat jelleget látott el (már amennyire egy 16 ezer lakosú kisváros esetében beszélhetünk ilyenről), indításszáma kimagaslott a kisváros egy-két indítással rendelkező járatai közül. Több betétjárattal is rendelkezett: az 5C a vasútállomásra is betért, illetve az üdülőterületet teljesen feltárta, az 5D a vasútállomásra tért be, az 5E csak az állomásig közlekedett a lakóteleptől, az 5F nem tért be az állomásra, de feltárta az üdülőterületet, míg az 5Y a Vajda János utcai lakótelepet is kiszolgálta. Ez volt a város legmagasabb fordulószámú járata.
2020-ra a vonalra maradt a 2-es és a 2B jelzés, a többi megszűnt, mára csak a gyógyfürdő parkolójánál található megállóig járnak a helyi járatok. A vasútállomást a 2B-s buszok érintik.

## Útvonala
Mezőkövesd Dózsa György utca 3. szám alól (buszforduló) indul. A belváros főútjára, a Mátyás király útra hajt ki. Egészen a borsodivánkai, 331-es útig egyenesen halad, az elágazástól nemmessze található a 3-as főút is. Az országos szakaszon Budapest felé kanyarodik, majd ezen marad a mezőkövesdi Zsóry Gyógy- és Strandfürdő bejárati útjáig, ahol a fürdőhely felé haladnak a buszok. Az itt található megálló a végállomás.

### Kivételek
- Tanítási napokon 1 indítás érinti a Vajda János utcát a gyógyfürdő felől.

## Megállóhelyei
| 0                                                             | Dózsa György utca 3. végállomás | 0  | 0.0 km | 2B 4013 |
| 1                                                             | Gimnázium                       | 1  | 0.3 km | 1, 2B, 3 1050, 1375, 1376, 1377, 1380, 1381 3416, 3746, 3749, 4001, 4006, 4007, 4008, 4009, 4013, 4017, 4018, 4019, 4021, 4022, 4023, 4026, 4030                                                 |
| 2                                                             | Szent László tér                | 2  | 0.8 km | 1, 2B, 3 1050, 1377, 1380, 1381 3416, 3746, 3749, 4001, 4006, 4007, 4008, 4009, 4013, 4017, 4018, 4019, 4021, 4022, 4023, 4026, 4030                                                             |
| 3                                                             | Mátyás király utca              | 3  | 1.4 km | 1, 2B, 3 1050, 1375, 1376, 1377, 1380, 1381 3416, 3746, 3749, 4001, 4006, 4007, 4008, 4009, 4013, 4017, 4018, 4019, 4021, 4022, 4023, 4026, 4030                                                 |
| Egyoldalú megálló: csak a Dózsa György utca felőliek érintik. |                                 |    |        | |
| 4                                                             | Cukrászüzem                     | 4  | 1.6 km | 1, 2B, 3 1344, 1375, 1377, 1426, 1427, 1428, 1447, 1448, 1468 3406, 3416, 3418, 3419, 3749, 4001, 4006, 4007, 4008, 4009, 4010, 4011, 4013, 4014, 4015, 4016, 4017, 4019, 4023, 4026, 4030, 4157 |
| Tanítási napokon 1 indítás érinti.                            |                                 |    |        | |
| ∫                                                             | Egri utca 7.                    | ∫  | ∫      | 1 |
| ∫                                                             | Váci Mihály utca                | ∫  | ∫      | 1 1050, 1344, 1380, 1381, 1426, 1427, 1428, 1447, 1468 3406, 3419, 4011, 4015, 4018, 4021, 4022, 4157                                                                                            |
| ∫                                                             | Vajda János utca forduló        | ∫  | ∫      | 1 |
| ∫                                                             | Váci Mihály utca                | ∫  | ∫      | 1 1050, 1344, 1380, 1381, 1426, 1427, 1428, 1447, 1468 3406, 3419, 4011, 4015, 4018, 4021, 4022, 4157                                                                                            |
| ∫                                                             | Egri utca 7.                    | ∫  | ∫      | 1 3406, 3416, 3418, 3419, 3749, 4001, 4006, 4007, 4008, 4009, 4010, 4011, 4014, 4015, 4016, 4017, 4019, 4023, 4026, 4030, 4157                                                                   |
| 5                                                             | Katolikus iskola                | 5  | 2.0 km | 1, 2B 4013 |
| 6                                                             | Mátyás király utca 10.          | 6  | 2.4 km | 2B 4013 |
| 7                                                             | Delco Remy bejárati út          | 7  | 3.1 km | 1, 2B 4013 |
| 8                                                             | Gyógyfürdő végállomás           | 10 | 5.3 km | 2B 1376 3749, 4013, 4014, 4015, 4157 |